# Bengt Anderberg (officer)
Bengt Gösta Anderberg, född 3 oktober 1940 i Sankt Pauli församling i Malmö, död 24 mars 2025 i Sankt Johannes distrikt i Stockholm, var en svensk militär och ämbetsman.

## Biografi
Anderberg avlade officersexamen vid Kungliga Krigsskolan 1963 och utnämndes samma år till fänrik vid Älvsborgs regemente. År 1965 blev han löjtnant vid Skaraborgs regemente. Han gick Allmänna kursen vid Militärhögskolan 1969–1970, befordrades till kapten 1971, gick Stabskursen vid Militärhögskolan 1971–1973. Han tjänstgjorde i Arméstaben och Försvarsstaben 1973–1976, befordrades till major 1974 och var kompanichef 1976–1978. Han tjänstgjorde vid Försvarsdepartementet 1978–1981 och var då biträdande sekreterare i 1978 års försvarskommitté. Han befordrades till överstelöjtnant 1979. Åren 1981–1983 var han bataljonschef. Han befordrades till överste i pansartrupperna 1983 och var administrativ direktör i Huvudavdelningen för armémateriel i Försvarets materielverk 1983–1985, varpå han var chef för Pansartruppernas stridsskola 1985–1987. År 1987 befordrades han till överste av första graden och var chef för Sektion 1 i Arméstaben 1987–1990. Han befordrades 1990 till generalmajor, varefter han var stabschef i Östra militärområdet 1990–1991 och stabschef i Mellersta militärområdet 1991–1992. Åren 1992–1994 var han chef för Planeringsledningen i Försvarsstaben. Anderberg var därefter generaldirektör för Försvarets forskningsanstalt (FOA) 1994–2000. Han var 2001–2003 generaldirektör för Totalförsvarets forskningsinstitut (FOI), som hade bildats den 1 januari 2001 genom en sammanslagning av FOA och Flygtekniska försöksanstalten. Från 2003 var han en tid verksam som professor i krigsvetenskap vid Försvarshögskolan.
Anderberg blev medicine doktor vid Göteborgs universitet 1993 med en avhandling om ögonskadande laser.
Bengt Anderberg invaldes som ledamot av Kungliga Krigsvetenskapsakademien 1989.